# مارسل مورون
مارسل مورون (انگلیسی: Marcel Mauron؛ ۲۵ مارس ۱۹۲۹ – ۲۱ ژانویهٔ ۲۰۲۲) بازیکن فوتبال اهل سوئیس بود.
از باشگاه‌هایی که در آن بازی کرده بود می‌توان به باشگاه فوتبال سروت ۱۸۹۰ اشاره کرد.
وی همچنین در تیم ملی فوتبال سوئیس بازی کرده بود.